# Куліш Сава Якович
Сава Якович Куліш (17 жовтня 1936 , Одеса  — 9 червня 2001 , Ярославль ) — радянський і російський кінорежисер, сценарист, оператор. Народний артист Російської Федерації (1995).

## Біографія
Народився 17 жовтня 1936 року в Одесі, де його батько Яків Куліш працював оператором.
1959 року закінчив операторський факультет ВДІКу, 1968 року — режисерське відділення театрального училища ім. Щукіна (курс Б. Є. Захави).
У 1959—1960 роках — оператор Центрального телебачення, кіностудії «Мосфільм». Пройшов режисерське стажування на фільмі М. І. Ромма «Звичайний фашизм». З 1967 року режисер кіностудії «Мосфільм». Дебютував документальним фільмом «Останні листи» (1966), знятим разом із Харрі Стойчевим (художнім керівником виступив М. І. Ромм). Першим ігровим фільмом став створений у 1968 році «Мертвий сезон».
У Театрі кіноактора Сава Куліш поставив у 1976 році виставу «Чудо Святого Антонія» М. Метерлінка ; новаторство постановки полягало в тому, що театральні сцени перемежовувалися з кінематографічними на екрані.
Знявся у 1990 році у фільмі Євгена Євтушенка «Похорон Сталіна».
1 червня 2001 року у Куліша трапився важкий інсульт. 9 червня він помер, не приходячи до тями. Похований у Москві на Троєкурівському цвинтарі.
Жив у Москві на Василівській вулиці, буд. 7, і на вулиці Черняховського, буд. 5.

## Родина
Дружина — Варвара Олексіївна Арбузова-Куліш, продюсер, дочка драматурга Олексія Арбузова.

## Визнання та нагороди
- заслужений діяч мистецтв РРФСР (1984).
- народний артист Російської Федерації (1995)[2]
- 1997 року обраний головою журі VII МКФ «Послання до людини».

## Фільмографія

### Режисер
- 1966 — Останні листи (короткометражний документальний фільм, спільно з Харрі Стойчевим)
- 1968 — Мертвий сезон
- 1971 — Комітет 19
- 1979 — Зліт
- 1982 — Казки… казки… казки старого Арбату
- 1988 — Трагедія в стилі рок
- 1994 — Залізна завіса
- 1998 — документальний цикл «100 фільмів про Москву» (до 850-ї річниці Москви)
- 2001 — документальний цикл «Прощай, XX століття! Пробач…» з 12 фільмів

### Сценарист
- 1971 — Комітет дев'ятнадцяти
- 1976 — Розвага для старичків
- 1982 — Казки… казки… казки старого Арбату
- 1986 — Фуете
- 1987 — Дикі лебеді
- 1988 — Трагедія в стилі рок
- 1994 — Залізна завіса

### Оператор
- 1958 — З попелу (фільм-вистава)
- 1959 — Особливий підхід
- 1961 — Історія з пиріжками
- 1961 — Цілком серйозно (кіноальманах)
- 1962 — Повінь